# Лаптихинское сельское поселение
Лапти́хинское се́льское поселе́ние — упразднённое муниципальное образование в составе Бежецкого района Тверской области, существовавшее в 2005 — 2023 годах.
Центр поселения — деревня Лаптиха.

## Географические данные
- Общая площадь: 145,5 км²
- Нахождение: восточная часть Бежецкого района
  - Граничит:
    - на севере — с Шишковским СП,
    - на северо-востоке — с Филиппковским СП,
    - на юго-востоке — с Васюковским СП,
    - на юго-западе — с Моркиногорским СП.

Главная река — Молога (по южной границе).

По территории поселения проходит автодорога «Тверь—Бежецк—Весьегонск—Устюжина».

## История
В XIII—XIV вв. территория поселения относилась к Бежецкому Верху Новгородской земли.

В XV веке присоединена к Великому княжеству Московскому.
В середине XIX — начале XX века большинство деревень поселения относились к Скорыневской волости (центр — село Введенское) Бежецкого уезда Тверской губернии.
В 1940-50-е годы на территории поселения существовали Ильицынский и Лаптихинский сельсоветы Бежецкого района Калининской области.
Образовано в 2005 году, включило в себя территории Лаптихинского и часть Сырцевского сельских округов.
Законом Тверской области от 13 апреля 2023 года № 15-ЗО муниципальное образование было упразднено с включением всех населённых пунктов в состав Бежецкого муниципального округа.

## Население
| 2005 | 2010 | 2011 | 2012 | 2013 | 2014 | 2015 |
| ---- | ---- | ---- | ---- | ---- | ---- | ---- |
| 1065 | ↘908 | ↘901 | ↘880 | ↗887 | ↘877 | ↘853 |
| 2016 | 2017 | 2018 | 2019 | 2020 | 2021 |      |
| ↘838 | ↘829 | ↘824 | ↘818 | ↘787 | ↘775 |      |

На 01.01.2008 — 1023 человекa.

## Состав сельского поселения
В состав сельского поселения входят 29 населённых пунктов:
| №  | Населённый пункт | Тип     | Население |
| -- | ---------------- | ------- | --------- |
| 1  | Абрамиха         | деревня | →8        |
| 2  | Бортово          | деревня | ↘1        |
| 3  | Введенское       | деревня | ↘76       |
| 4  | Высоково         | деревня | →0        |
| 5  | Горка            | деревня | →1        |
| 6  | Давыдково        | деревня | ↗9        |
| 7  | Дрюцково         | деревня | ↘55       |
| 8  | Жизнейка         | деревня | ↘1        |
| 9  | Ильицино         | деревня | ↘20       |
| 10 | Константинково   | деревня | ↘12       |
| 11 | Куликино         | деревня | →1        |
| 12 | Лаптиха          | деревня | ↘236      |
| 13 | Лозьево          | село    | ↘14       |
| 14 | Лядины           | деревня | ↘9        |
| 15 | Новиково         | деревня | ↗39       |
| 16 | Новинка          | деревня | ↘1        |
| 17 | Пезлево          | деревня | ↘0        |
| 18 | Пятчино          | деревня | →5        |
| 19 | Расловка         | деревня | ↘0        |
| 20 | Речки            | деревня | →0        |
| 21 | Речки Воейковы   | деревня | ↘5        |
| 22 | Речки Орловы     | деревня | ↘1        |
| 23 | Сивцево          | деревня | ↗20       |
| 24 | Скорынево        | село    | ↘24       |
| 25 | Степаниха        | деревня | ↘6        |
| 26 | Степышево        | деревня | ↘5        |
| 27 | Суховерхово      | деревня | ↘7        |
| 28 | Сырцевка         | деревня | ↘336      |
| 29 | Чубарка          | деревня | ↘13       |

### Бывшие населенные пункты
В 1998 году исключены из учётных данных деревни Соломерово и Урвиха.

Ранее исчезли деревни: Васьково, Королиха, Латышино, Сухоплачино.